# (145451) 2005 RM43
(145451) 2005 RM43是大型海王星外天體，位於柯伊伯帶以外的離散盤區域。2005年9月9日，(145451) 2005 RM43由美國天文學家安德魯·貝克爾、安德魯·帕克特和傑里米·庫比卡在新墨西哥州阿帕契點天文台發現。

回溯發現由賽丁泉天文台於1976年觀測

(145451) 2005 RM43的直徑約為600公里，公轉軌道已確定，不確定參數 U為2。
(145451) 2005 RM43已在17次沖日中被觀測到303次，回溯發現可追溯至1976年。 

## 外部連結
- (145451) 2005 RM43 Precovery Images
- NASA JPL小天體瀏覽器上的(145451) 2005 RM43